# Samantha Sang
Samantha Sang, geboren als Cheryl Lau Sang, (Melbourne, 5 augustus 1951) is een Australische zangeres.

## Jeugd
Sang groeide op in een muzikale familie. Haar vader trad tijdens de jaren 1960 op als de muzikant Reg Gray. Onder de naam Cheryl Gray was Sang in Australië op 15-jarige leeftijd al een tienerster. Haar single You Made Me What I Am (1967, #8)  bereikte de hitlijst van de Go-Set Top 40. Ook was ze een populaire gast bij verschillende tv-programma's en telde ze als het kleine meisje met de grote stem. Eind jaren 1960 stokte haar carrière en vertrok ze naar Europa, waar ze optrad met The Hollies en Herman's Hermits.
In Londen werd ze opgemerkt door de popster Barry Gibb, die haar voorstelde aan zijn manager Robert Stigwood, die haar uiteindelijk een contract aanbood. Met zijn broer Maurice schreef Gibb de single Love of a Woman, die in 1969 werd uitgebracht door Sang. Cheryl Lau Sang trad voortaan op als Samantha Sang. Het succes bleef echter uit en Sang keerde terug naar Australië, waar ze haar album Samantha Sang and Rocked the World en verdere singles uitbracht. Voor de speelfilm Bilitis nam ze de song When Love is Gone op en trad ze op in de musical The Magic Show.
In 1978 ontmoette ze Barry Gibb weer en het kwam tot een hernieuwde samenwerking. De single Emotion, geschreven door Barry en Robin Gibb, betekende voor Sang de internationale doorbraak. In het zog van het enorme succes van The Bee Gees in de Verenigde Staten bereikte Emotion de 3e plaats in de Billboard Hot 100. Ook het gelijknamige album, dat eveneens ontstond in samenwerking met de gebroeders Gibb, lukte de instap in de Billboard 200. Dit leverde in 1978 een gouden plaat op. In Australië, Ierland, Canada en Nieuw-Zeeland bereikte Emotion de top 10 van de hitlijsten. Sang kon nog twee verdere singles in de onderste regionen van de Amerikaanse hitlijst plaatsen, maar daarna lukten haar, na de verkoop van meer dan 2.500.000 platen, geen verdere hitnoteringen meer. Aldus bleef Samanta Sang een eendagsvlieg.
In 1979 nam ze afscheid van The Bee Gees en verscheen haar derde album From Dance to Love, dat echter niet aan het succes van zijn voorganger kon tippen en Sang keerde terug naar Australië. Ze werkte samen met artiesten als David Wolfert, Francis Lai, Carole Bayer Sager en Eric Carmen. Sang zingt nog altijd voor een trouwe fanschare en is ze ook een frequente gast bij de Australische amusementstelevisie.

## Discografie

### Singles
Als Cheryl Gray:
- 1966: Real Thing
- 1966: Brand New Woman
- 1967: You Made Me What I Am
- 1967: When You're Not Near
- 1968: You Were There
- 1968: It's Not Easy Loving You

Als Samantha Sang:
- 1969: The Love of a Woman
- 1969: Nothing in the World Like Love
- 1975: It Could Have Been
- 1975: Raining Every Day Since Monday
- 1975: Can't You Hear the Music of My Love Song?
- 1977: Emotion
- 1978: You Keep Me Dancing
- 1979: In The Midnight Hour
- 1981: Let's Start Again (met Robert Delon)

### Albums
- 1975: Samantha Sang and Rocked the World
- 1978: Emotion
- 1979: From Dance to Love

### Compilaties
- 2007: The Ultimate Collection

- International Standard Name Identifier: 0000 0001 1882 4014
- Library of Congress Control Number: n95102473
- MusicBrainz: 649a89f1-9e64-44d3-997a-5c1c45e8dd52
- Virtual International Authority File: 145581274
- WorldCat: E39PBJdGRdPbJPrqDjxDPqXDbd